# Memorie del sottosviluppo
Memorie del sottosviluppo (Memorias del subdesarrollo) è un film del 1968 diretto da Tomás Gutiérrez Alea.
La pellicola è basata sull'omonimo romanzo di Edmundo Desnoes, che ne curò la sceneggiatura insieme allo stesso regista.

## Trama
Tra l'invasione della Baia dei Porci e la crisi dei missili di Cuba, un borghese si allontana progressivamente dalla società cubana, che sta diventando sempre più un paese sottosviluppato.